# Think I'm in Love
«Think I’m in Love» es una canción del cantante de rock estadounidense Eddie Money, lanzada en 1982 y perteneciente al álbum No Control. Escrita por Eddie Money y Randy Oda (colaborador del ex Creedence Clearwater Revival Tom Fogerty), la canción se lanzó como sencillo y alcanzó la posición n.º 16 en la lista de sencillos Hot 100 de Billboard y la posición n.º 1 en la Hot Mainstream Rock Tracks.

## Vídeo musical
El vídeo musical incluye elementos inspirados en las películas de vampiros clásicas, donde Eddie Money apareció como un personaje similar a Drácula.

## En la cultura popular
«Think I’m in Love» ha aparecido en varias películas, como Joe Dirt y Paul Blart: Mall Cop.

## Posicionamiento en listas
| Listas (1982)                               | Mejor posición |
| ------------------------------------------- | -------------- |
| Billboard Hot 100 de EE. UU.                | 16             |
| Billboard Mainstream Rock Tracks de EE. UU. | 1              |
| RPM Top Singles de Canadá                   | 11             |